# جون غرين (لاعب دوري الرغبي)
جون غرين (بالإنجليزية: Jon Green)‏ هو لاعب دوري الرغبي أسترالي، ولد في 16 يوليو 1985 في Southport, Queensland ‏ في أستراليا.